# Merle Oberon
Merle Oberon (egentlig Estelle Merle O'Brien Thompson; født 19. februar 1911, død 23. november 1979) var en indisk-født britisk skuespiller.

## Biografi
Oberon opholdt sig i Indien indtil hendes 17 år, da hun flyttede til London. Hendes første år i London efterlod ingen store spor i filmhistorien, men hendes roller var stort set ubetydelige og let glemt.
I 1933 spillede hun først en rolle i filmen Henrik den Ottendes privatliv, hvor hun havde rollen som Anne Boleyn. I 1934 optrådte hun som Lady Marguerite Blakeney i Den røde Pimpernel overfor Leslie Howard og begyndte sin karriere i USA. Merle Oberon blev nomineret i 1935 til en Oscar for bedste kvindelige hovedrolle i filmen Den sorte engel, men var efter ikke bemærket nogen nogen tid efter. I slutningen af 1930'erne og 1940'erne var der en filmperiode med ca. 20 film.
Merle Oberon var gift fire gange - første gang med den britiske instruktør af Den Røde Pimpernel, Alexander Korda. Hendes sidste ægteskab var med skuespilleren Robert Wolders fra 1975 indtil sin død i 1979.
Hun er blevet tildelt en stjerne på Hollywood Walk of Fame på 6274 Hollywood Blvd.

## Filmografi (udvalg)
- 1933 – Henrik den Ottendes privatliv
- 1934 – Den røde Pimpernel
- 1935 – Den sorte engel
- 1936 – De tre
- 1937 – I, Claudius (ufærdig)
- 1938 – Ham og ingen anden
- 1938 – Lady X's skilsmisse
- 1939 – Stormfulde højder
- 1940 – 'Til We Meet Again
- 1941 – Affectionately Yours
- 1941 – Gennemtræk i paradis
- 1943 – Vi mødes på Broadway
- 1943 – I dag og for evigt
- 1944 – Den mystiske logerende
- 1947 – Nattens melodi
- 1948 – Berliner-ekspressen